# Heimerzheim
Heimerzheim é um vilarejo da Alemanha localizado no distrito de Rhein-Sieg-Kreis, região administrativa de Colónia, município de Swisttal, estado de Renânia do Norte-Vestfália. la población es de 6342 habitantes (1 de janeiro 2008).